# Petit-Thier
Petit-Thier (en wallon Pitit-Tier) est une section de la commune belge de Vielsalm située en Région wallonne dans la province de Luxembourg.
C'était une commune à part entière avant la fusion des communes de 1977.
Avec environ 600 habitants, Petit-Thier peut compter sur deux écoles, un club des jeunes et un comité des fêtes.
Un club de foot et un club de tennis de table sont également actifs à Petit-Thier.

## Démographie
- Source: INS recensements population

## Histoire
Le 12 mars 1847, Petit-Thier fusionne avec Blanchefontaine, Poteau et six autres hameaux de la commune de Vielsalm.